# The Fighter (pel·lícula de 2010)
The Fighter és una pel·lícula dramàtica de 2010 dirigida per David O. Russell i centrada en la vida del boxejador Micky Ward. De temàtica biogràfica i esportiva, aquest projecte és la tercera col·laboració del seu protagonista, Mark Wahlberg, i de David O. Russell després de Three Kings i I Heart Huckabees. S'ha doblat al català.
La història s'ambienta en el món de la boxa professional quan l'irlandès Micky Ward (Mark Wahlberg), després d'estar un temps retirat, busca guanyar el títol mundial de pesos mitjans. Una victòria que el seu germà gran Dicky (Christian Bale), també boxejador, havia intentat i no havia pogut endur-se mai. Amy Adams i Melissa Leo també hi participen en els papers de xicota de Micky i mare d'ells dos.
La pel·lícula va obtenir set nominacions als Oscars del 2011 entre les quals hi havia la de l'Oscar a la millor pel·lícula i Millor director. Tanmateix, la cinta destaca sobretot per ser la primera a aconseguir les dues categories de repartiment (Actor i Actriu) després de Hannah i les seves germanes (1986).

## Argument
Anys 1990 a Massachusetts: Micky Ward és un jove boxejador d'origen irlandès entrenat pel seu germanastre Dicky i mal aconsellat per la seva mare Alice. Malgrat el seu talent, la seva carrera perd impuls i, al final, després d'una imprevista derrota en un combat d'Atlantic City, decideix retirar-se de la boxa professional. En aquest moment és quan coneix a Charlene Fleming, una dona amb una personalitat forta i decidida que l'ajuda a allunyar-se de la sufocant influència de la seva mare i les seves germanes. Un temps més tard, Micky buscarà una segona oportunitat.

## Repartiment
| Intèrpret      | Personatge       |
| -------------- | ---------------- |
| Mark Wahlberg  | Micky Ward       |
| Christian Bale | Dicky Eklund     |
| Melissa Leo    | Alice Ward       |
| Amy Adams      | Charlene Fleming |

## Premis i nominacions
La pel·lícula va esdevenir una de les grans sorpreses de la temporada cinematogràfica recollint nombrosos premis:

### Premis Oscar
| Any  | Categoria                | Receptor/s                                             | Resultat   |
| ---- | ------------------------ | ------------------------------------------------------ | ---------- |
| 2010 | Millor pel·lícula        |                                                        | Candidata  |
| 2010 | Millor director          | David O. Russell                                       | Candidat   |
| 2010 | Millor actor secundari   | Christian Bale                                         | Guanyador  |
| 2010 | Millor actriu secundària | Melissa Leo                                            | Guanyadora |
| 2010 | Millor actriu secundària | Amy Adams                                              | Candidata  |
| 2010 | Millor guió original     | Scott Silver Paul Tamasy Eric Johnson Keith Dorrington | Candidats  |
| 2010 | Millor muntatge          | Pamela Martin                                          | Candidata  |

### Premis Globus d'Or
| Any  | Categoria                   | Receptor/s       | Resultat   |
| ---- | --------------------------- | ---------------- | ---------- |
| 2010 | Millor pel·lícula dramàtica |                  | Candidata  |
| 2010 | Millor director             | David O. Russell | Candidat   |
| 2010 | Millor actor dramàtic       | Mark Wahlberg    | Candidat   |
| 2010 | Millor actor secundari      | Christian Bale   | Guanyador  |
| 2010 | Millor actriu secundària    | Melissa Leo      | Guanyadora |
| 2010 | Millor actriu secundària    | Amy Adams        | Candidata  |

### Premis BAFTA
| Any  | Categoria                | Receptor/s                                             | Resultat  |
| ---- | ------------------------ | ------------------------------------------------------ | --------- |
| 2010 | Millor actor secundari   | Christian Bale                                         | Candidat  |
| 2010 | Millor actriu secundària | Amy Adams                                              | Candidata |
| 2010 | Millor guió original     | Scott Silver Paul Tamasy Eric Johnson Keith Dorrington | Candidats |